# Leandra fastigiata
Leandra fastigiata är en tvåhjärtbladig växtart som beskrevs av Célestin Alfred Cogniaux. Leandra fastigiata ingår i släktet Leandra och familjen Melastomataceae. Inga underarter finns listade i Catalogue of Life.